# Конюшко, Вацлав
Вацлав Конюшко (пол. Wacław Koniuszko; 1854[…], Краков — 24 августа 1900, Краков, Цислейтания) — польский художник.

## Биография
В 1866 — 1879 годах обучался в Школе изящных искусств под руководством Владислава Лужкевича и Яна Матейко. Продолжил совершенствовать мастерство живописи в Академии художеств в Мюнхене.
С 1875 года В.Конюшко регулярно участвовал в выставках в Кракове, благодаря этому был известен в художественной жизни города. После возвращения из академии в родной город в результате болезни был парализован, подвергся психическому заболеванию, из-за чего полностью отошёл от творческой работы. Умер Вацлав Конюшко в приюте.

## Творчество
Несмотря на раннюю смерть, творческое наследие Конюшко обширно. Прежде всего, это полотна изображающие сцены жизни бедного и среднего слоев народа, особенно, евреев бывшего еврейского квартала Кракова — Казимежа, их обычаи и религиозные обряды. При создании портретов и полотен с изображением женщин, продемонстрировал своё умение ма́стерской передачи индивидуальности и характера личности объекта изображения.
- У сапожника. 1882 г.
- Возвращение из синагоги — Кидуш левана — освящение луны. 1880 год. Национальный музей Варшавы
- Портрет девушки.1889